# Aenigmachanna
Aenigmachanna là một chi cá vây tia trong bộ Anabantiformes. Nó cũng là chi duy nhất đã biết trong họ Aenigmachannidae hay cá chuối rồng. Nó chứa 2 loài chủ yếu sinh sống hạn chế trong các môi trường sống ngầm dưới mặt đất ở tây nam Ấn Độ, chính xác là khu vực chân đồi núi ở Tây Ghats tại bang Kerala.
Cả hai loài của chi này đều thể hiện một loạt các đặc điểm giúp phân biệt chúng với các họ hàng còn sinh tồn gần gũi nhất là các loài cá chuối thật sự trong họ Channidae. Các đặc điểm này bao gồm thân hình dài hơn và thanh mảnh hơn, nhiều vảy, vây hậu môn rất dài và mất khả năng duy trì sức nổi. Các phân tích phân tử chỉ ra rằng chúng đã tách ra khỏi Channidae vào khoảng từ 34 tới 109 triệu năm trước (Ma). Điều này chỉ ra rằng Aenigmachannidae là dòng dõi Gondwana duy nhất, và nếu giá trị cao của các ước tính là chính xác thì nó có thể đã sót lại sau sự chia tách của siêu lục địa Gondwana vào khoảng 120 Ma.
Hai loài này là độc đáo trong số các loài cá sinh sống trong hang động do là một trong số ít các thành viên sinh sống trong hang động của nhánh lớn Percomorpha. Mặc cho môi trường sống của mình, về mặt hình thái chúng thể hiện ít biến đổi hình thái của động vật sống trong hang hốc ngoài việc hơi suy giảm một chút về màu sắc, chỉ ra rằng hoặc là chúng mới chiếm lĩnh hang động trong thời gian gần đây hoặc chúng là động vật gần ưa hang động, nghĩa là chủ yếu sống ngầm dưới mặt đất nhưng lại phụ thuộc vào các môi trường sống trên mặt đất về một số chức năng. Do môi trường sống hạn hẹp cũng như bản chất độc đáo duy nhất của chúng, cả hai đều được coi là sinh vật cổ còn sót lại.

## Các loài
- Aenigmachanna gollum Britz, Anoop, Dahanukar & Raghavan, 2019 (Cá chuối Gollum)
- Aenigmachanna mahabali Kumar, Basheer & Ravi, 2019 (Cá chuối Mahabali)

Chi này ban đầu được mô tả vào đầu năm 2019 như là chi đơn loài với loài đã biết khi đó là A. gollum. Cùng năm 2019 nhưng muộn hơn thì loài thứ hai là A. mahabali cũng được mô tả như là loài khác biệt, chỉ ra rằng chi này là không đơn loài.tp